# Theophrastaceae
Famille
Classification APG II (2003)
Classification APG III (2009)
Les  Theophrastaceae (les Théophrastacées en français) sont une famille de plantes à fleurs dicotylédones. Selon Watson & Dallwitz, elle compte environ 110 espèces réparties en 5 genres :
- Clavija
- Deherainia (en)
- Jacquinia (en)
- Neomezia (en)
- Theophrasta (en)

Ce sont des arbustes voire des arbres des régions subtropicales à tropicales d'Amérique et des Antilles.

## Étymologie
Le nom vient du genre Theophrasta, donné par Linné en l'honneur de Théophraste, philosophe de la Grèce antique et élève d’Aristote ; il était aussi naturaliste et polygraphe. Linné l'a surnommé nommé « le prince de la botanique ».

## Classification
La classification phylogénétique APG II (2003) la situe dans l'ordre des Ericales et y ajoute le genre Samolus, classé auparavant dans les Primulacées.
En classification phylogénétique APG III (2009), cette famille est invalide et ses genres sont incorporés dans la famille Primulaceae.